# Саратов (линейный корабль, 1765)
«Саратов» — парусный линейный корабль Балтийского флота Российской империи, один из кораблей типа «Слава России», участник Первой Архипелагской экспедиции во время русско-турецкой войны 1768—1774 годов, в том числе Хиосского и Чесменского сражений.

## Описание судна
Представитель серии парусных двухдечных линейных кораблей типа «Слава России», самой многочисленной и одной из самых удачных серий линейных кораблей Российского императорского флота. Корабли этой серии строились с 1733 по 1774 год на верфях Санкт-Петербурга и Архангельска и принимали участие во всех плаваниях и боевых действиях российского флота в период с 1734 по 1790 год. Всего в рамках серии было построено 58 линейных кораблей. Все корабли серии обладали высокими мореходными качествами, хорошей маневренностью и остойчивостью.
Водоизмещение корабля составляло 1200 тонн, длина по сведениям из различных источников от 46,5 до 47,4 метра, ширина от 12,3 до 12,65 метра, а осадка от 5,4 до 5,48 метра. Вооружение судна составляли 66 орудий, включавшие двадцатичетырёх-, двенадцати- и шестифунтовые пушки, а экипаж состоял из 600 человек. Скорость судна при свежем ветре могла достигать восьми узлов.

## История службы
Линейный корабль «Саратов» был заложен на Соломбальской верфи 20 (31) августа 1762 года и после спуска на воду 30 апреля (11 мая) 1765 года вошёл в состав Балтийского флота России. Строительство вёл корабельный мастер В. А. Селянинов.
С июля по октябрь 1765 года совершил переход из Архангельска в Кронштадт. Летом 1768 года входил в состав эскадры, совершавшей практические плавания в Финском заливе и Балтийском море, а на зимовку ушёл в Ревель.
Принимал участие в русско-турецкой войне 1768—1774 годов. В июле 1769 года был определён к участию в Архипелагской экспедиции и позже включён в состав Второй Архипелагской эскадры контр-адмирала Д. Эльфинстона. 9 (20) октября корабли эскадры покинули Кронштадт и ушли в Средиземное море. Пройдя по маршруту Копенгаген — Ла-Манш — Портсмут — Финистерре — Гибралтар — Мальта, 11 (22) мая 1770 года эскадра пришла в Колокифский залив, где в порту Рупино был высажен десант доставленных из России войск, а на следующий день корабли эскадры вновь вышли в море на поиск неприятельских судов. 16 (27) мая у острова Специя была обнаружена и атакована турецкая эскадра, которая под натиском российских судов была вынуждена уйти под защиту батарей крепости Наполи-ди-Романья в Навплийский залив. Однако на следующий день 17 (28) мая российские корабли атаковали эту эскадру. 22 мая (2 июня) произошло соединение архипелагских эскадр Д. Эльфинстона и Г. А. Спиридова, и «Саратов» в составе объединённой эскадры вышел на поиск турецкого флота. 24 мая (10 июня) были обнаружены корабли неприятельского флота, корабли «Саратов» и «Не тронь меня», сблизившись с ними, открыли артиллерийский огонь, однако турецким судам удалось оторваться от преследования и уйти.
Во время Хиосского сражения 24 июня (5 июля) корабль находился в арьергарде, В ночь на 26 июня (7 июля) отряд кораблей, в составе которого находился и «Саратов», подошёл к Чесменской бухте и, встав по диспозиции, открыл артиллерийский огонь по судам противника. Утром 26 июня (7 июля) находившийся в бухте турецкий флот был уничтожен.
1 (12) июля вошёл в состав эскадры, направленной для блокады пролива Дарданеллы. С 14 (25) по 16 (27) июля эскадра под огнём неприятельских береговых батарей пыталась зайти в пролив, однако позже заняла позицию перед его входом. До декабря 1770 года корабль принимал участие в блокаде пролива. С декабря 1770 года по апрель 1771 года возглавлял отряд, выполнявший крейсерские операции у Патмоса с целью блокады турецкого побережья, при этом в декабре кораблями отряда был уничтожен севший на мель у острова Станчио турецкий 66-пушечный линейный корабль. 17 (28) апреля «Саратов» пришёл в Аузу и с июля по ноябрь принимал участие в крейсерских плаваниях в Архипелаге. С 1 (12) по 11 (22) ноября принимал участие в бомбардировке крепости Митилини, оказывая артиллерийскую поддержку штурмовавшему крепость десанту, и уничтожении стоявших там на стапелях двух турецких кораблей и галеры. 
С декабря 1771 года по ноябрь следующего 1772 года уходил на Мальту для ремонта. В январе 1773 года по февраль 1774 года вновь принимал участие в крейсерских плаваниях и высадках десантов, 31 июля (10 августа) и 1 (12) августа также участвовал в бомбардировке крепости Будрум, а 5 (16) и 6 (17) августа — крепости Станчио. В августе того же года совершил плавание к проливу Дарданеллы в составе отряда.
16 (27) декабря 1774 года был включен в эскадру контр-адмирала Х. М. Базбаля, в составе которой вышел в Россию. Пройдя по маршруту Мальта — Ферайо — Ливорно — Гибралтар — Портсмут — Копенгаген — Ревель, 19 (30) августа 1775 года эскадра прибыла в Кронштадт. 7 (18) июля 1776 года корабль принимал участие в Высочайшем смотре судов Архипелагских эскадр, в том же году участвовал в учениях флота у Красной Горки. После 1776 года корабль «Саратов» в море не выходил, находился в Кронштадтской гавани, где в 1786 году и был разобран.

## Командиры корабля
Командирами линейного корабля «Саратов» в разное время служили:
- капитан 1-го ранга П. Ф. Бешенцов (в 1765, 1768 и 1769 годы )[15];
- капитан бригадирского ранга И. Я. Барш (до 26 мая (6 июня) 1770 года[16], с 28 июня (9 июля) 1770 года)[17] ;
- капитан 1-го ранга А. Т. Поливанов (c 26 мая (6 июня) 1770 года)[18] по 28 июня (9 июля) 1770 года)[17];
- капитан 2-го ранга Ф. П. Булгаков (в 1771—1776 годы )[19];
- капитан-лейтенант В. И. Глебов (1778 год[комм. 5] или 1779 год[комм. 6])[20][21];
- капитан 2-го ранга Е. С. Одинцов (1779 год)[22].

### Комментарии
1. ↑  Также в серию входили два корабля «Северный Орёл» 1735 и 1763 годов постройки, два корабля «Ревель» 1735 и 1756 годов постройки, два корабля «Ингерманланд» 1735 и 1752 годов постройки, два корабля «Святой Пётр» 1741 (до 6 (17) декабря 1741 года назвался «Иоанн») и 1760 годов постройки, два корабля «Полтава» 1743 и 1754 годов постройки, два корабля «Святой Александр Невский» 1749 и 1762 годов постройки, два корабля «Москва» 1750 и 1760 годов постройки, корабли «Слава России» (головной корабль серии), «Основание Благополучия», «Леферм», «Счастие» (до 6 (17) декабря 1741 года назвался «Генералиссимус Российский»), «Благополучие» (до 6 (17) декабря 1741 года назвался «Правительница Российская»), «Екатерина», «Фридемакер», «Лесное», «Архангел Рафаил», «Святая великомученица Варвара», «Святой Сергий», «Святой Иоанн Златоуст» (в 1751 году был переименован в «Святой Иоанн Златоуст второй» в связи с постройкой одноимённого 80-пушечного корабля), «Архангел Гавриил», «Архангел Уриил», «Наталия», «Астрахань», «Рафаил», «Святой Иаков», «Не тронь меня», «Евстафий Плакида», «Святой Иануарий», «Тверь», «Трёх Иерархов», «Трёх святителей», «Европа», «Всеволод», «Ростислав», «Святой Георгий Победоносец», «Граф Орлов», «Память Евстафия», «Победа», «Виктор», «Вячеслав», «Дмитрий Донской», «Мироносиц», «Святой князь Владимир», «Александр Невский», «Борис и Глеб», «Преслава», «Дерись», «Ингерманландия», «Спиридон» и один корабль без названия 1758 года постройки.
2. ↑  155 футов 6 дюймов.
3. ↑  41 фут 6 дюймов.
4. ↑  18 футов.
5. ↑  По сведениям из справочника «Российский парусный флот».
6. ↑  По сведениям из «Общего морского списка».